# 엘리아스 라바니

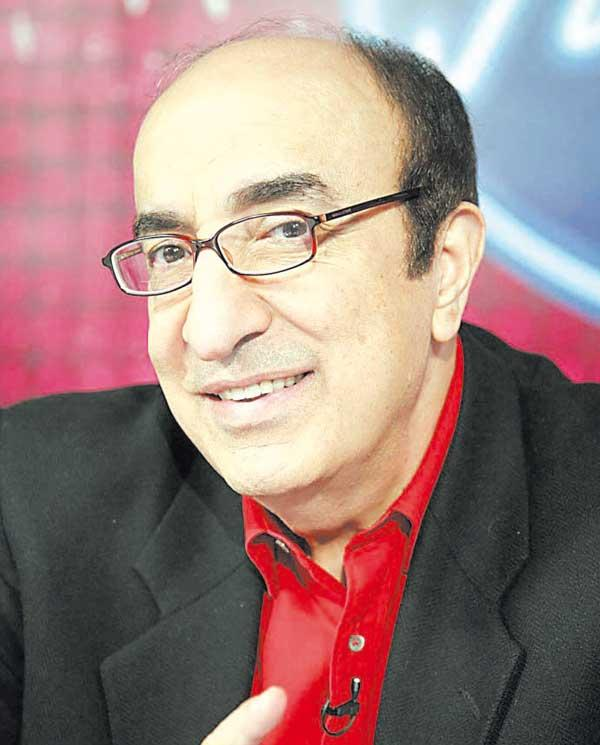

엘리아스 하나 라바니(إلياس حنا الرحباني‎, 1938년 ~ 2021년 1월 4일)은 레바논의 작곡가·작사가이다.
레바논 안텔리아스에서 태어났다. 형 아시 라바니와 만수르 라바니도 음악가이다.
1958년 BBC 아랍어 방송을 위한 음악을 쓰면서 활동을 시작했다. 유명 가수인 파이루즈와 사바를 위한 곡을 포함해서 총 2500개의 곡을 작곡했다.
2021년 1월 4일 라피크 하리리 대학병원에서 코로나19에 의한 합병증으로 사망했다.